# Carlo Montano
Carlo Montano (ur. 25 września 1952 w Livorno) – włoski florecista, srebrny medalista olimpijski i wielokrotny medalista mistrzostw świata.
Pochodzi z rodziny, z której wywodzi się kilku medalistów olimpijskich w szermierce. Jest bratankiem Aldo oraz kuzynem Mario Tullio, Tommaso, Mario Aldo i Aldo.
Na igrzyskach olimpijskich w Monachium w 1972 roku Włosi w zawodach drużynowych odpadli w pierwszej rundzie. Indywidualnie nie startował. Na rozgrywanych cztery lata później igrzyskach olimpijskich w Montrealu reprezentacja Włoch w składzie: Carlo Montano, Fabio Dal Zotto, Stefano Simoncelli, Giovanni Battista Coletti i Attilio Calatroni zdobyła drużynowo srebrny medal. W rywalizacji indywidualnej zajął 26. miejsce.
Podczas mistrzostw świata w Grenoble w 1974 roku wywalczył srebrny medal indywidualnie, plasując się za Aleksandrem Romankowem z ZSRR, a przed Francuzem Frédérikiem Pietruszką. Na mistrzostwach świata w Budapeszcie rok później wspólnie ze Stefano Simoncellim, Nicolą Granierim i Giovannim Battistą Colettim zdobył brązowy medal. W tej samej konkurencji zdobył następnie srebrne medale na mistrzostwach świata w Buenos Aires (1977), mistrzostwach świata w Melbourne (1979) i mistrzostwach świata w Clermont-Ferrand (1981) oraz brązowy podczas mistrzostw świata w Rzymie (1982). Ponadto na mistrzostwach świata w Buenos Aires w 1977 roku zdobył indywidualnie brązowy medal, za Aleksandrem Romankowem i Haraldem Heinem z RFN.